# Зломлений (Доктор Хаус)
«Зломлений» (англ. Broken) — перша серія шостого сезону американського телесеріалу «Доктор Хаус». Прем'єра епізоду проходила на каналі FOX 21 вересня 2009. Хаус має пристосуватись до життя в лікарні для психічно хворих.

## Сюжет
Хаус лежить у лікарні Мейфілда для психічно хворих. Йому стає краще, тому він вирішує виписатись. Головний лікар доктор Нолан не дає дозвіл на виписку і переводить Хауса до відділу № 6. У палаті Хаус знайомиться із сусідом — Хуаном Альвересом (Елві), який вдає із себе репера. Невдовзі він відвідує першу групову терапію і знайомиться з іншими пацієнтами. Лікарі розуміють, що Хаус поставив собі за мету перетворити їхнє життя на пекло, тому на деякий час вони переводять Хауса назад до окремої замкненої палати. Згодом пацієнти виходять на прогулянку, але Хаус повертається до загальної кімнати та знайомиться з Лідією. Вона приходить до сестри свого чоловіка Ені й грає на піаніно. Дівчина не розмовляє вже декілька років.
До групи приєднується ще один пацієнт — Стів, який вважає, що він месія. Невдовзі Хаус добивається від лікарів ракеток для настільного тенісу і помічає, що доктор Нолан зустрічається з якоюсь жінкою. Хаус просить Елві прокрастися до кабінету доктора і подивитися в календарі зустрічей ім'я незнайомки. Елві не знаходить ім'я, тому Хаус має подзвонити Вілсону, щоб той за номером машини дізнався ім'я жінки. Проте лише один пацієнт з групи має можливість дзвонити. Хлопець віддає перепустку на дзвінок Хаусу за дві пігулки. Вілсон відмовляється допомогти Хаусу, оскільки доктор Нолан сказав йому, що він має дозволити йому робити свою роботу. Хаус вирішує прикинутись покірним, поводитися добре та приймати ліки. Проте насправді він ховає ліки у роті, а потім викидає їх.
Згодом до лікарні знов приїжджає Лідія і розповідає Хаусу, що Ені грала в оркестрі на віолончелі. Жінка вважає, що через гру на фортепіано вона спілкується з дівчиною. Хаус пропонує Лідії привезти віолончель і зіграти для хворої. Лікарі підозрюють, що Хаус не п'є ліків і хочуть, щоб той здав аналіз сечі. Хитрощами Хаус здає сечу іншого пацієнта і номер проходить. Лікар намагається показати Стіву, що він не особливий, але хлопець розуміє, що Ені постійно дивиться на кабінет доглядальників. Стів розуміє, що лікарі забрали у неї щось важливе і намагається повернути це дівчині. Лікарі вколюють йому препарат і він стає нездатним до будь-якої дії. Одну з пацієнток виписують, а доктор Нолан дізнається, що Хаус не приймав пігулок і ще раз просить його дати йому можливість допомогти.
Невдовзі Лідія відвідує лікарню і привозить із собою віолончель. Вона важка, тому Хаус просить Стіва, у якого почалась депресія, занести інструмент до будинку. Також Лідія дозволяє Хаусу покатати Стіва на машині навколо лікарні, але згодом Хаусу викрадає пацієнта і виїжджає з території лікарні. Лідія вважає, що у Хауса добра душа і дозволяє йому скористатися своєю машиною. Стів і Хаус їдуть до парку атракціонів і хлопцю стає краще. Проте на автостоянці він вирішив політати та випав з вікна. Стів виживає, але отримує серйозні травми. Доктор Нолан вирішує перевести Хауса до іншої лікарні, але Хаус просить його не робити цього і погоджується на його умови. Доктор Нолан пропонує Хаусу приймати антидепресанти і той погоджується.
Доктор Нолан хоче, щоб Хаус навчився довіряти людям і запрошує його на вечірку за межами лікарні. Там він зустрічає Лідію і між ними виникає романтичний зв'язок. Через деякий час до лікарні привозять Стіва. Хаус помічає, що він, як і Ені, дивляться у кабінет доглядальників. Він бачить, що на шафі лежить музична скринька і просить лікарів принести її. Хаус дає скриньку Стіву, який перестав говорити, і сподівається, що він одужає, якщо передасть скриньку Ені. Проте нічого не трапляється. Хаус розуміє, що закоханий у Лідію, але знає, що вона не покине свого чоловіка. Він вирішує сказати їй, що у них нічого не вийде. Невдовзі доктор Нолан просить Хауса приїхати до іншої лікарні, щоб той оглянув його батька. Чоловік от-от помре і Нолан хоче переконатися, що його вже ніяк не врятувати. Хаус підтверджує діагноз лікарів.
У лікарні розпочинається шоу талантів і всі пацієнти показують особисті номери. Хаус разом з Елві читають реп. Після концерту Хаус просить вибачення перед Стівом і той передає музичну скриньку Ені. Вони обидва починають говорити. Невдовзі Ені переводять в лікарню, що знаходиться в Аризоні. Її родина, а значить і Лідія, також переїжджають туди. Хаус просить її не їхати, але, хоч вона кохає його, не може покинути дітей і чоловіка. Доктор Нолан розуміє, що Хаусу погано, але він прийшов до нього, а не повернувся до наркотиків. Наступного дня Хауса виписують з лікарні й він повертається додому.